# Katyň (sídlo)
Katyň (rusky Каты́нь, polsky Katyń) je vesnice v Rusku ve Smolenské oblasti, asi 18 kilometrů západně od Smolensku. V roce 2007 zde žilo 1767 obyvatel.
V lese u vesnice došlo k největší části události, která vstoupila do dějin jako Katyňský masakr.